# 7226 Kryl
7226 Kryl è un asteroide della fascia principale. Scoperto nel 1984, presenta un'orbita caratterizzata da un semiasse maggiore pari a 3,2210604 UA e da un'eccentricità di 0,1684776, inclinata di 2,42000° rispetto all'eclittica.